# CM Ranka
«CM Ranka» (CM ランカ?) es el undécimo sencillo de la cantante y seiyū japonesa Megumi Nakajima, y el cuarto sencillo de Megumi como Ranka lanzado al mercado el día 16 de diciembre del año 2009.

## Detalles
Este sencillo contiene canciones interpretadas por Megumi en la película Gekijouban Macross Frontier ~Itsuwari no Utahime~, la canción Sou Da Yo fue usada como canción de cierre de la película y los créditos de esta, desde la segunda a la séptima pista son canciones de comerciales cantados por Ranka en la película, excepto Ninjin loves you yeah!
La octava pista del CD Koi no Dogfight (Chotto Dake) fue confirmada en la página oficial de Flying Dog.
Este maxisencillo además contiene dos canciones escritas por Shōji Kawamori (el creador de Macross), bajo el alias de Eiji Kurokawa (黒河影次?).
La canción Family Mart Cosmos es usada en las tiendas Family Mart además de la película.
Lista de canciones (VTCL-35089)

Toda la música compuesta por Yoko Kanno. 
| N.º   | Título                                                                | Letras                          | Duración |  |
| 1.    | «Sou Da Yo. (そうだよ。?)»                                            | Maaya Sakamoto / Gabriela Robin | 4:01     |  |
| 2.    | «Starlight Nattou (スターライト納豆?)»                                | Hiroshi Ichikura                | 1:49     |  |
| 3.    | «Dynam Chougoukin (ダイナム超合金?)»                                  | Eiji Kurokawa                   | 1:32     |  |
| 4.    | «Kaitaku Juuki (開拓重機?)»                                           | Hiroshi Ichikura                | 1:19     |  |
| 5.    | «Daruma Seminar (だるまゼミナール?)»                                  | Hiroshi Ichikura                | 0:42     |  |
| 6.    | «Ninjin loves you yeah! (ニンジーン loves you yeah!?)»                | Hiroshi Ichikura                | 1:03     |  |
| 7.    | «Family Mart Cosmos (ファミリーマート・コスモス?)»                    | Hiroshi Ichikura                | 1:41     |  |
| 8.    | «Koi no Dogfight (Chotto Dake) (恋のドッグファイト（ちょっとだけ）?)» | Eiji Kurokawa                   | 1:03     |  |
| 13:10 |                                                                       |                                 |          |  |